# Luis Barahona de Soto
Luis Barahona de Soto (Lucena, 1548 – 1595) was een Spaans dichter. Hij was actief in de tweede fase van de renaissance.
- Bibsys: 8073412
- Biblioteca Nacional de España: XX862640
- Bibliothèque nationale de France: cb11959871s (data)
- Catàleg d'autoritats de noms i títols de Catalunya: 981058527923106706
- CiNii: DA04888928
- Gemeinsame Normdatei: 119329565
- International Standard Name Identifier: 0000 0000 6631 3596
- Library of Congress Control Number: n80104886
- Nederlandse Thesaurus van Auteursnamen: 069126526
- SNAC: w6pg32xx
- Système universitaire de documentation: 027591824
- Virtual International Authority File: 51697972
- WorldCat: E39PBJm9dg7TBjYTkjJvtDryVC